# Adam Englert

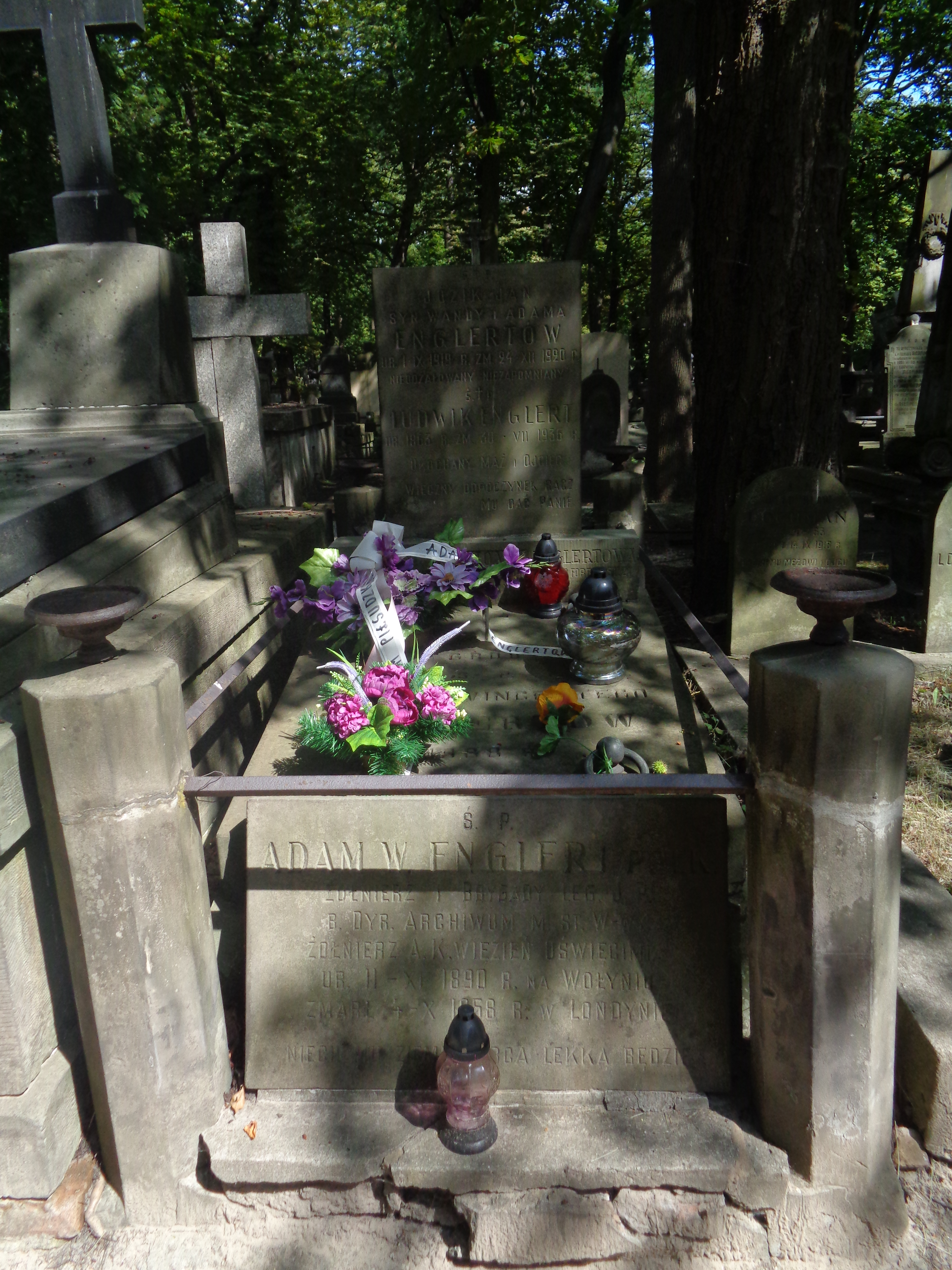
Grób Rodziny Englert na warszawskich Starych Powązkach

Adam Wincenty Englert, ps. „Judym”, „Żołnierz”, „Tadeusz Korbut”, „Piotr Wysocki”, „Sęp” (ur. 11 listopada 1890 w Stepaniu, zm. 4 października 1958 w Londynie) – podpułkownik żandarmerii Wojska Polskiego, działacz niepodległościowy, doktor historii.

## Życiorys
Urodził się 11 listopada 1890 w Stepaniu, w ówczesnym powiecie rówieńskim guberni wołyńskiej, w rodzinie Ludwika (1863–1936), aptekarza, i Józefy z Kotwicz-Henikowskich. Był bratem Wacława i Janiny (1903–2007). Absolwent Szkoły Handlowej i student historii Uniwersytetu Warszawskiego. Członek Związku Walki Czynnej i „Strzelca”. 6 sierpnia 1914 wymaszerował z Krakowa w składzie 1 plutonu 1 kompanii kadrowej. Następnie w oddziale żandarmerii polowej I Brygady dowodzonym przez Jana Gorzechowskiego ps. „Jur”. W 1915 w Lublinie pod kierownictwem Adama Koca ps. „Witold” prowadził nielegalną działalność agitacyjno-werbunkową do Legionów Polskich. W 1915 awansował na starszego wachmistrza, a w 1916 na podchorążego. Z Legionów przeniesiony do Polskiej Organizacji Wojskowej, w której posługiwał się nazwiskami „Tadeusz Korbut” i „Piotr Wysocki”.
3 maja 1922 został zweryfikowany w stopniu kapitana ze starszeństwem od 1 czerwca 1919 i 67. lokatą w korpusie oficerów żandarmerii. W Wojsku Polskim był między innymi wykładowcą historii w Korpusie Kadetów Nr 2 w Modlinie i Nr 3 w Rawiczu. Witold Lisowski zaliczył go do „najofiarniejszych, którzy sprawie rozwoju Korpusu poświęcili wszystkie swe umiejętności (...) dzięki takim jak on nauka w Korpusie przebiegała w pomyślnej atmosferze”.
12 kwietnia 1927 prezydent RP nadał mu stopień majora z dniem 1 stycznia 1927 i 9. lokatą w korpusie oficerów żandarmerii. We wrześniu 1927, po „ukończeniu odkomenderowania na studia” został przeniesiony z 1 dywizjonu żandarmerii (oficer nadetatowy) do kadry oficerów żandarmerii z równoczesnym przydziałem do Wojskowego Biura Historycznego w Warszawie na stanowisko kierownika Archiwum. W Wojskowym Biurze Historycznym pod kierownictwem generała brygady Juliana Stachiewicza współpracował między innymi z majorem Ottonem Laskowskim, majorem Wacławem Lipińskim i majorem Bolesławem Waligórą. Na podpułkownika został awansowany ze starszeństwem z 1 maja 1938 i 1. lokatą w korpusie oficerów żandarmerii. Był to tzw. „awans emerytalny”, związany z przeniesieniem w stan spoczynku.
W 1935 powierzono mu funkcję kierownika organizacji archiwów miejskich w Warszawie. Dzięki poparciu prezydenta miasta Stefana Starzyńskiego, przejął i adaptował na cele archiwalne budynek dawnego Arsenału przy ul. Długiej 52. Uroczyste otwarcie nowej siedziby odbyło się 29 listopada 1938, a Archiwum Miejskie uzyskało wreszcie godny swej rangi budynek, w którym miały być scalone wszystkie historyczne akta Warszawy. Został pierwszym dyrektorem Archiwum m.st. Warszawy. Na tym stanowisku pozostawał do 1940. Podczas kampanii wrześniowej był zastępcą komendanta Obrony Przeciwlotniczej Miasta, inż. Juliana Kulskiego.
W latach 1940–1943 żołnierz Związku Walki Zbrojnej-Armii Krajowej. Pod pseudonimem „Sęp” pełnił służbę w Biurze Informacji i Propagandy Komendy Głównej AK. Aresztowany 4 kwietnia 1943 w ramach represji po akcji pod Arsenałem, osadzony na Pawiaku. 13 maja tego roku wywieziony do obozu koncentracyjnego Auschwitz-Birkenau. Następnie więziony w niemieckich obozach koncentracyjnych w Sachsenhausen i Buchenwaldzie. Uwolniony 14 kwietnia 1945. W latach 1945–1946 członek Polskiej Misji Wojskowej w Paryżu. Do 1947 oficer II Korpusu Polskiego. Później na emigracji w Londynie. Zasiadał we władzach Instytutu Józefa Piłsudskiego.
Zmarł 4 października 1958 w Londynie. Spoczywa obok żony na londyńskim St. Mary’s Roman Catholic Cemetery. Grób symboliczny znajduje się na cmentarzu Powązkowskim w Warszawie (kwatera 32-6-15).
Od 16 grudnia 1915 był mężem Wandy z Rotwandów (1892–1962), członkini POW. Mieli trzech synów: Józika Jana (1919–1920), Andrzeja Adama – powstańca warszawskiego, żołnierza batalionu AK „Miotła”, ps. „Andrzejek” oraz Juliusza Ludwika – rotmistrza, żołnierza batalionu AK „Wigry", oficera 2 Korpusu Polskiego.
W 2007 na wniosek Archiwum Państwowego m.st. Warszawy jego imieniem nazwano skwer na tyłach Arsenału – „Pasaż Adama Englerta”.

## Publikacje
Był encyklopedystą. Został wymieniony w gronie edytorów ośmiotomowej Encyklopedii wojskowej wydanej w latach 1931–1939 gdzie zredagował hasła związane z biografiami współczesnych wojskowych. Publikował również w branżowych czasopismach poświęconych wojskowości: Bellonie, Przeglądzie Historyczno-Wojskowym. Napisał:
- Geneza i zarys dziejów wojskowej służby bezpieczeństwa w Polsce. Rocznik Pamiątkowy Centrum Wyszkolenia Żandarmerii, Grudziądz 1931,
- Przewodnik po polach bitew wojny polsko-rosyjskiej 1830–1831 r. pod red. Ottona Laskowskiego, Warszawa 1931 (współautorzy W. Kozolubski i J. Płoski).

## Ordery i odznaczenia
- Krzyż Niepodległości – 12 marca 1931 „za pracę w dziele odzyskania niepodległości”[16]
- Krzyż Walecznych czterokrotnie[17]
- Złoty Krzyż Zasługi po raz pierwszy – 10 listopada 1928 „w uznaniu zasług, położonych w poszczególnych działach pracy dla wojska”[18]
- Złoty Krzyż Zasługi po raz drugi – 5 grudnia 1938 „za zasługi na polu pracy samorządowej"[19]
- Odznaka Pamiątkowa „Pierwszej Kadrowej”[20]